# توقيت الأردن

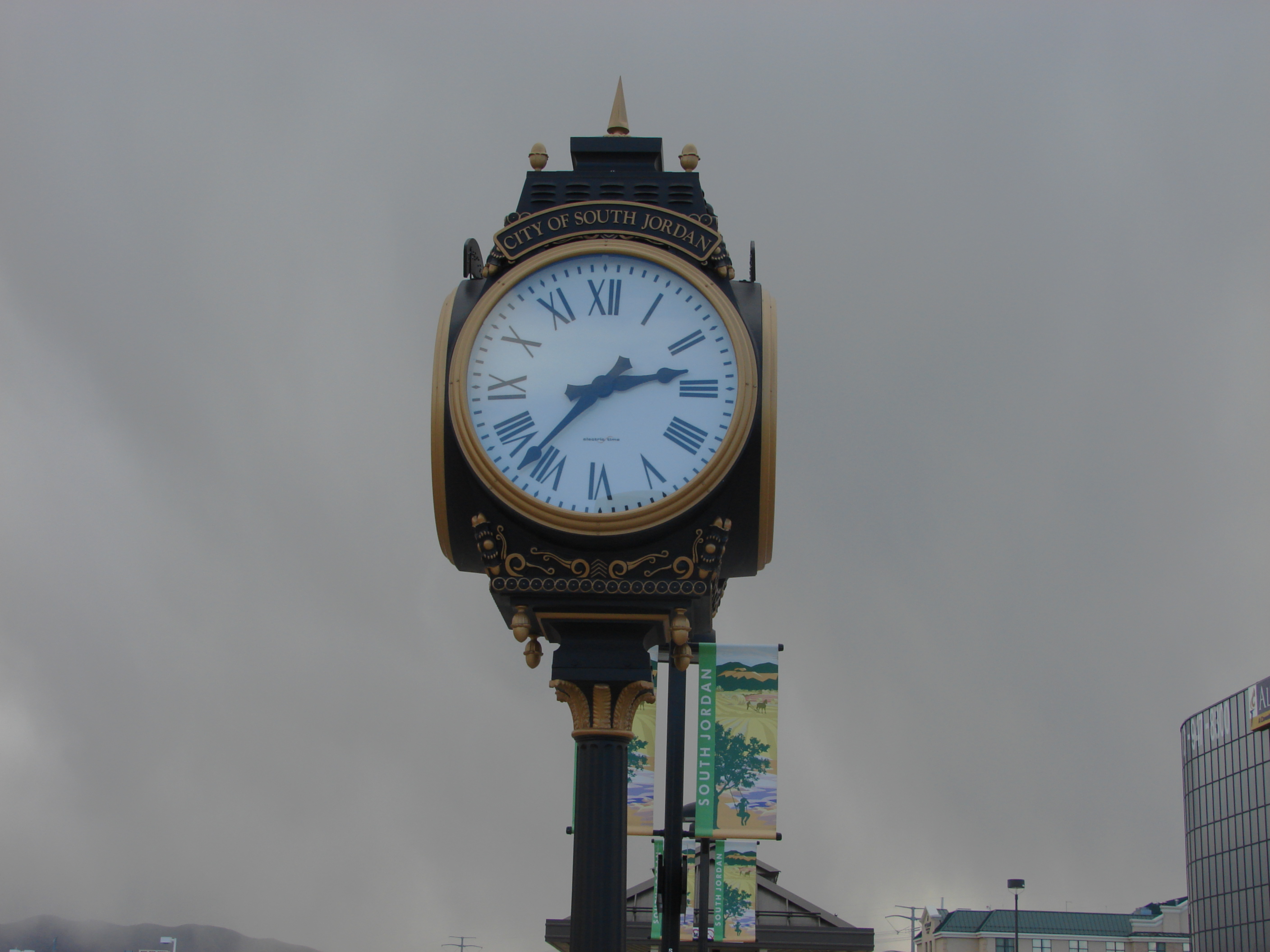
ساعة محطة في جنوب الأردن

توقيت الأردن يتبع التوقيت العربي القياسي (ت ع م+03:00) على مدار العام، وذلك بعد إعلان الحكومة الأردنية تثبيت التوقيت الصيفي على مدار العام وذلك في 5 تشرين الأول / أكتوبر 2022، وذلك بعد يوم واحد من قرار مماثل في سورية. وكلا الدولتين كانتا قبل ذلك تتبعان توقيت شرق أوروبا (ت ع م+02:00) للتوقيت الأساسي وتوقيت شرق أوروبا الصيفي (ت ع م+03:00) في الصيف.